# برونو فيرنانديز (لاعب كرة قدم مواليد 1974)
برونو فيرنانديز (30 يونيو 1974 بفونشال في البرتغال - ) هو لاعب كرة قدم برتغالي في مركز الوسط. لعب مع موريرينسي ونادي أونياو دا ماديرا ونادي بورتو ونادي ماريتيمو وناسيونال ماديرا وA.D. Machico ‏ ونادي كامتشا ‏.

## روابط خارجية
- برونو فيرنانديز على موقع قاعدة بيانات كرة القدم.إي يو (الإنجليزية)
- برونو فيرنانديز على موقع Soccerway.com (الإنجليزية)